# Marcus Jupither

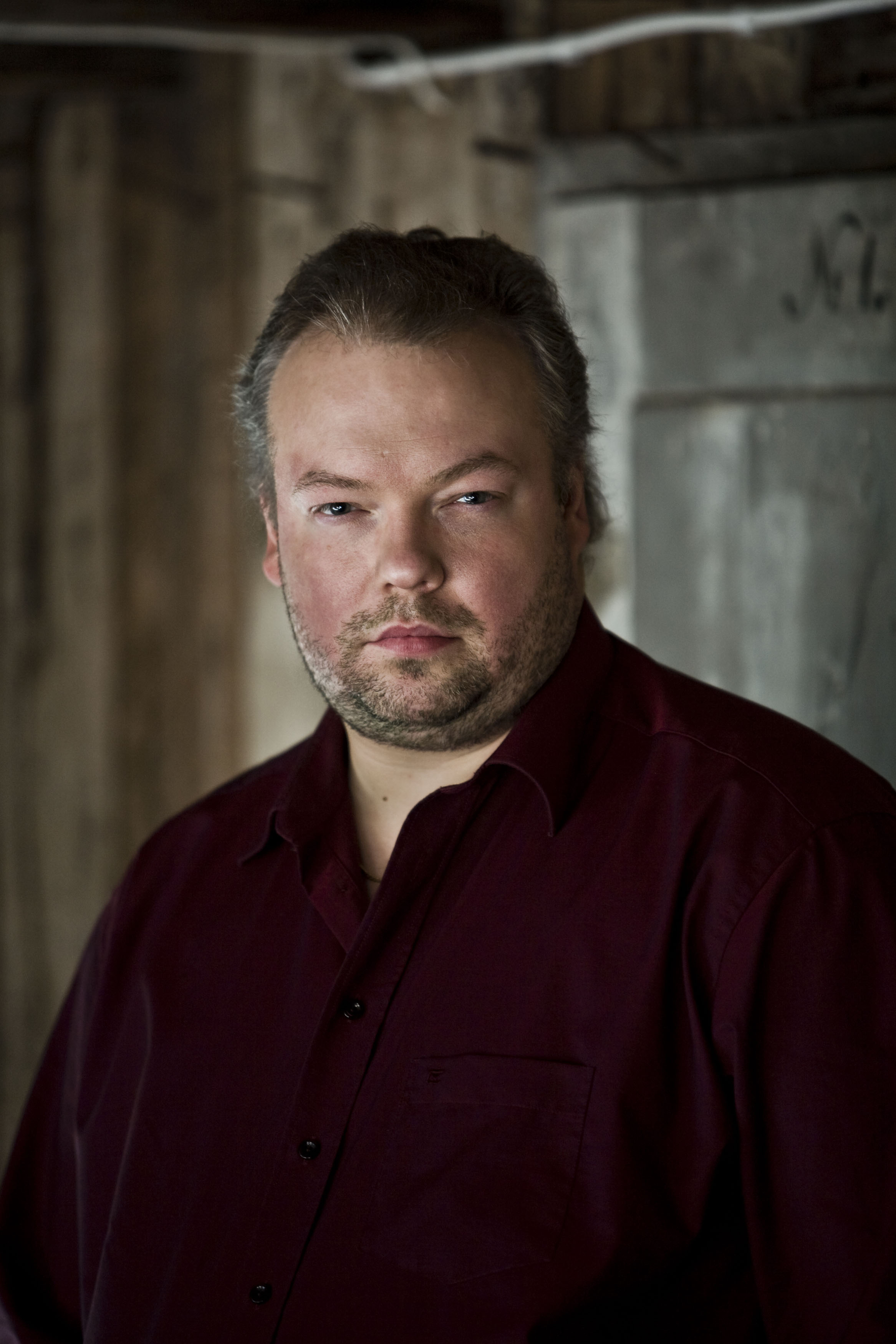
Operasångare Marcus Jupither

Marcus Aas Jupither, född  4 december 1969 i Lovö församling, Stockholms län, är en svensk operasångare (baryton).
Jupither utbildade sig vid Musikhögskolan, Operastudio 67 och Operahögskolan i Stockholm. Han har studerat sång för bland andra Helge Brilioth, Hugo Hasslo och Kerstin Meyer. Han gjorde sin professionella debut 1995 som Don Giovanni vid Confidencen.
Han har framträtt i roller som Figaro i Barberaren i Sevilla, Carlo Gérard i Andrea Chénier, Marcello i La Bohème, Ford i Falstaff, Scarpia i Tosca, Holländaren i Den flygande holländaren, Wozzeck,  Barak i Die Frau ohne Schatten, Orest i Elektra och Alberich i Der Ring des Nibelungen.
I Sverige har Jupither uppträtt på scener som Kungliga Operan i Stockholm, Folkoperan, Malmö Musikteater, Musikteatern i Värmland och Göteborgsoperan. Utomlands har han bland annat arbetat på Opéra Bastille i Paris, Den Norske Opera, Tjeckiska nationaloperan, Frankfurtoperan samt operorna i Mannheim, Karlsruhe, Riga, Aix-en-Provence och Bryssel.
Jupither mottog Birgit Nilsson-stipendiet 2008.
Han är son till operasångaren Rolf Jupither och var tidigare gift med regissören Sofia Jupither.

## Filmografi (urval)
- 1995 – Älskar, älskar inte
- 1998 – Veranda för en tenor